# Cal Santdiumenge
Cal Santdiumenge és una masia situada al municipi de Vallfogona de Balaguer, a la comarca catalana de la Noguera. Està a la riba del Canal auxiliar d'Urgell a 236 metres d'altitud, al nord-est del poble, prop del terme municipal de Bellcaire d'Urgell.